# 栀子花开 (歌曲)
《栀子花开》是中国大陆主持人何炅以歌手身份发行的第一支单曲，由吴娈创作歌词及乐曲，于2004年6月1日发行。

## 风格及创作
该曲是何炅签约21东方唱片及好音乐唱片后发布的第一支歌曲，亦是其以歌手身份发布的第一支单曲。该曲是一首早期校园民谣，歌词清淡上口。
歌中所提的“栀子花”为中国南方常见的植物，一般在每年的六、七月开花，其花季恰与各类学校的毕业季重叠。因此，何炅指该歌曲的目标受众既包括他的学生，又包含“所有即将离开校园的同学”。

## 音乐视频
该歌曲的音乐视频于2004年6月发布，由何炅自行策划拍摄，分为何炅自己主演的“珍重版”及以四位大学生为主角，并带有故事情节的“再见版”。由于该片最主要的两处外景分别在湖南第一师范学院及橘子洲拍摄，故何炅亦被传媒形容为“追随毛泽东的足迹拍摄MV”。两版音乐视频均被收录于专辑《可以爱》的全影音版本《继续爱》中。

## 奖项
| 年份   | 典礼                 | 奖项                 | 结果 | 参考及备注 |
| ------ | -------------------- | -------------------- | ---- | ---------- |
| 2005年 | 第12届东方风云榜     | 十大金曲             | 獲獎 | 第八名     |
| 2005年 | 第5届百事音乐风云榜  | 内地十大金曲         | 獲獎 | [ 8 ]      |
| 2005年 | 第二届中国唱片金碟奖 | 最佳人气歌曲（内地） | 獲獎 |            |
| 2013年 | 第20届东方风云榜     | 二十年至尊金曲       | 獲獎 | [ 9 ]      |

## 主要演出、翻唱及引用
- 2004年9月14日，何炅在中国中央电视台综艺频道《新视听·星期二唱片街》节目中演唱了其专辑《可以爱》中的多首歌曲，该曲便被包括在内[10]。同月26日，其出席第五届中国金鹰电视艺术节闭幕式暨颁奖礼，并与演员孙俪共同演唱本曲[11]。
- 2005年，该曲被话剧导演果然选用为其根据作家石康的小说《晃晃悠悠》改编的同名话剧的插曲。该剧于当年6月15日在北京人艺实验剧场首演。[12]
- 2006年1月24日，歌手田震在21东方唱片的庆功会上，指其曾在出席活动时翻唱过本曲。[13]
- 2015年，何炅将本曲用作其导演的第一部电影《栀子花开》的推广曲，并与童星王诗龄及其母亲李湘一同翻唱。这一翻唱版本于当年6月24日发布。[14]